# Al Martino
Jasper Cini, conocido como Al Martino, (Filadelfia, Pensilvania, 7 de octubre de 1927,- Condado de Springfield, Pensilvania, 13 de octubre de 2009) fue un cantante y actor estadounidense. 
En el portal Allmusic, el crítico musical Steve Huey escribe: "Martino fue uno de los grandes crooners del pop italiano de América, con una cadena de éxitos en sencillos y álbumes que van desde principios de la década de 1950 a mediados de la década de 1970. Sin embargo, es probablemente más conocido por su papel en la película  El Padrino como el cantante Johnny Fontane, un misterioso personaje, supuestamente basado en la carrera musical de Frank Sinatra, pero con similitudes a la propia carrera de Martino".

## Biografía

### Nacimiento y primeros años
Al Martino fue hijo de Gasparino Cini y nació en Filadelfia, el 7 de octubre de 1927. Sus padres eran inmigrantes italianos y tenían un negocio de construcción por lo que Al Martino trabajó junto con sus hermanos de albañil, mientras crecía. Mientras tanto, estaba muy interesado en la música y fue inspirado por Al Jolson y Perry Como, quién le apoyó para que cantara.

### Combatiente en la Segunda Guerra Mundial
Al Martino, como muchos inmigrantes italianos, se alistó en el Ejército de los Estados Unidos durante la Segunda Guerra Mundial, estuvo en los Marines durante la Campaña del Pacífico, y fue herido en la invasión de Iwo Jima. Después del fin del conflicto, regresó a la vida civil, y volvió a interesarse por la música en su ciudad natal. Cuando su amigo de la infancia, Alfredo Cocozza se cambió el nombre a Mario Lanza y llegó a ser una estrella internacional de la ópera, Jasper vio la posibilidad de hacer carrera en la música. Cini comenzó su carrera como cantante[3] animado por Mario Lanza, adoptó el nombre artístico de Al Martino, basado en el nombre del marido de su  amiga, Lorraine Cianfrani (de soltera, Losavio), Alfred Martin Cianfrani (pero Martino era también el apellido de su abuelo materno), y comenzó a cantar en clubes nocturnos locales. Luego se fue a New York en 1948, como acompañante de Mario Lanza. En Nueva York grabó algunas piezas para el sello discográfico Jubileo, y en 1952, ganó el primer lugar en el Talent Scouts de Arthur Godfrey, programa de televisión en búsqueda de talentos con el tema de Perry Como, "Si". Esto le permitió grabar en su ciudad natal con el sello CBS de la Ciudad de Filadelfia.

### Inicio de su carrera musical
En 1952 Al Martino debutó con una balada llamada Here in my Heart grabada como sencillo, con la que se convirtió en el primer artista estadounidense en llegar al tope de los Charts en Gran Bretaña. Cuando escuchó la versión de su melodía interpretada por Mario Lanza, Martino le llamó para que no la promocionará, conociendo que con su voz, eclipsaría su versión. Lanza ya no cantó "Here in My Heart", y la versión de Martino fue un exitazo que vendió un millón de copias y llegó a los tops de los charts en ambos lados del Atlántico: Estados Unidos y el Reino Unido. Después de esta grabación, Martino grabó con otro sello más importante, Capitol Records, con el que grabó tres temas más: Take My Heart, Rachel y When You´re Mine en el año de 1953. Todas ellas entraron en la lista de hits Top 40. Pero su carrera fue interrumpida por los gánsters por lo cual tuvo que salir de los Estados Unidos durante varios años de la década de los 50's, dado que Martino había firmado un contrato con un equipo relacionado con la mafia, que le pedía pagar 75,000 dólares para darle su libertad respetarle la vida. Como seguridad para su familia, Martino tuvo que pagar esta cantidad. Tras este suceso, viajó a Inglaterra, en donde vivió varios años y fue muy popular. Actuó en el London Palladium y continuó grabando en ese lugar, para no exponer su trabajo si regresaba a Estados Unidos. En 1958, gracias a la intervención de un amigo de la familia con el jefe de la mafia de Filadelfia, Al Martino pudo regresar a su hogar, continuar su carrera de cantante y grabar nuevas melodías.

### "La excitante voz de Al Martino" en las listas
Este era el momento inicial de Martino, puesto que había estado fuera del país y tenía que luchar para restablecer su carrera musical, especialmente porque estaba forzado a contender contra un ritmo que empezaba a ganar popularidad, sobre todo entre los jóvenes: El Rock & Roll. Martino grabó para la 20th Century Fox durante finales de los años 50 pero ninguno de sus sencillo llegó al Top 40 y el sello rescindió su contrato. Ya sin apoyo, Martino financió una grabación para un nuevo álbum, llamado "The Exciting Voice of Al Martino", todo de su propiedad. Luego firmó con Capitol, quién imprimió el LP en 1962. Estaba la versión de "Here in My Heart" que también apareció como sencillo y tímidamente se colocó en las listas. Martino grabó otro LP en italiano: "La Voz Italiana de Al Martino". Realizó varias apariciones en televisión para restablecer su presencia. Gracias a sus presentaciones en la televisión, Martino regresó a la fama en 1963 con "I Love You Because", que fue presentada como un nuevo estilo de voz, ya que previamente había sido grabada con mucho éxito por el cantante/compositor honky tonk Leon Payne. Con arreglos musicales de Belford Hendricks, la versión pop de Martino llegó al número tres de los Pop Charts, y al número uno de la lista Easy Listening. El álbum que recibió el mismo nombre del sencillo estuvo también en el Top Ten, y Al Martino fue visitante frecuente de las listas durante cerca de una década, hasta que grabó material en estilo country-pop con el director musical Peter DeAngelis. En 1963 tuvo más éxitos: "Painted, Tainted Rose" (Top 20 en pop y Top 5 en música ligera) y "Living a Die" y la cual acompañó al álbum "Painted, Tainted Rose", que fue su segundo Top 10. Estuvo en 1964 en las listas en cuatro ocasiones con: "Always Together", "I Love You More and More Every Day" (Pop Top 10), "Tears and Roses" (Pop Top 20); y "We Could". Todas ellas llegaron al Top 10 de música ligera. En 1966, Al Martino regresó y grabó "Spanish Eyes", ("Ojos Españoles", como es conocida en Hispanoamérica), que fue una adaptación de una melodía instrumental realizada por el director y compositor alemán Bert Kaemfert, y que originalmente se llamaba "Moon Over Naples" (Luna sobre Nápoles). "Spanish Eyes" llegó al número 15 de las listas Pop y un mes después fue el número uno de la música ligera. Pero esta melodía fue un tremendo éxito en toda Europa, ya que hubo versiones grabadas por artistas que han persistido a través de los años. El álbum del mismo nombre, fue certificado álbum de oro y le dio a Martino el tercero y último LP Top 10. Tuvo dos éxitos mayores en música ligera que fueron: "Think I'll Go Home and Cry Myself to Sleep" y "Wiederseh'n", y en 1967 llegó al tope de lista dos veces con el estilo folk: "Mary in the Morning" y la composición de Bob Crewe "More Than the Eye Can See".

### El descenso
Martino tuvo pocos éxitos durante la década de los 60's, incluida una versión vocal del éxito instrumental de Paul Muriat "Love is Blue" de 1968 y la versión del éxito de Elvis Presley "Can't Help Falling in Love" de 1970. Después, su carrera fue descendiendo lentamente y sus álbumes dejaron de aparecer en el Top 100.

### Johnny Fontane: su actuación en la película "El Padrino"
Afortunadamente, su amiga de toda la vida, Phyllis McGuire (relacionado con las McGuire Sisters), era familiar del escritor Mario Puzo, autor de "El Padrino". Cuando la Paramount decide realizar la versión cinematográfica de este libro, McGuire menciona que el personaje de Johnny Fontane -- un pequeño ídolo pop que necesita del apoyo del Padrino para resucitar su carrera -- , había llamado la atención a Martino. Ante el rumor de que Fontane estaba basada en la vida de Frank Sinatra, el cual había ganado el Oscar por la película "From Here to Eternity" conocida en América Latina como "De aquí a la Eternidad", el papel resonó profundamente con Martino y él ganó esa parte. El Padrino fue un éxito crítico y comercial y la aparición de Martino -- que grabó en el film el tema de amor "Speak Softly Love" -- refrescó su reputación y nuevamente lo hizo un icono de culto. Desempeñó el papel de cantante en toda la trilogía.

### "Style"
Después de esto, cambio a la música pop. Martino, tuvo pocos diálogos en la película "El Padrino" pocos años después del suceso. Regresó al Top 20 por primera vez desde "Spanish Eyes" y en 1975 con "To teh Door of the Sun (Alle Porte del Sole), que es una traducción al inglés de una popular canción italiana. También tuvo una gran aceptación en la Música Disco, cuando grabó el hit en ese mismo año de la melodía italiana "Volare" cuyo autor es Domenico Modugno, con arreglos de la música disco, la cual fue muy popular en Europa, México y en algunos países de América Latina. Martino siguió realizando presentaciones en los clubes nocturnos durante el resto de la década de los 70's y todavía tuvo otro hit en música ligera en 1978: "The Next Hundred Years". El poco a poco se fue retirando y en 1982 el y su grabadora Capítol terminaron su relación. Martino continúo teniendo presentaciones en clubes, casinos y fue hasta el año 2000 en que regresó a la sala de grabación para grabar el álbum "Style".
Volvió a actuar en un cortometraje de Sal Stevens el cual recorrió festivales de cine por todo el mundo en el año 2006.

### Familia
Martino estuvo casado primero con Jenny Furini, después con Gwendolyn Wenzel y finalmente con Judi Martino, con la que estuvo casado hasta su muerte. Tuvo cuatro hijos: Debbie Martino, Alison Martino, Alfred Cini y Alana Cini.
Su hija Alison Martino es una productora y guionista de televisión de los programas Mysteries and Scandals y Headliner and Legends. También escribe para varias publicaciones y periódicos del área de Los Ángeles. Es una historiadora amateur especializada en la ciudad de Los Ángeles, que fundó la organización Vintage en Los Ángeles en 2010. Vintage en Los Ángeles es un tributo a Los Ángeles of yore, con 250 mil miembros en Facebook. Alana Cini es una artista de multimedia, con personalidad en la radio y en la música con numerosos trabajos de publicidad a su nombre.

### Fallecimiento
Al Martino, el gran Crooner de varias décadas, falleció el 13 de octubre de 2009, de un ataque cardíaco en la casa de su infancia en Springfield, Pensilvania, seis días después de su cumpleaños octagésimo segundo. Fue sepultado en Holy Cross Cemetery en Culver, City, California.